# Dzwonowo (gromada)
Dzwonowo – dawna gromada, czyli najmniejsza jednostka podziału terytorialnego Polskiej Rzeczypospolitej Ludowej w latach 1954–1972.
Gromady, z gromadzkimi radami narodowymi (GRN) jako organami władzy najniższego stopnia na wsi, funkcjonowały od reformy reorganizującej administrację wiejską przeprowadzonej jesienią 1954 do momentu ich zniesienia z dniem 1 stycznia 1973, tym samym wypierając organizację gminną w latach 1954–1972.
Gromadę Dzwonowo z siedzibą GRN w Dzwonowie utworzono – jako jedną z 8759 gromad na obszarze Polski – w powiecie stargardzkim w woj. szczecińskim na mocy uchwały nr V/50/54 WRN w Szczecinie z dnia 5 października 1954. W skład jednostki weszły obszary dotychczasowych gromad Bobrowniki i Lisowo ze zniesionej gminy Kania, obszar dotychczasowej gromady Dzwonowo ze zniesionej gminy Marianowo oraz miejscowości Kępy i Krzywiec z dotychczasowej gromady Krzywnica ze zniesionej gminy Dąbrowa w tymże powiecie. Dla gromady ustalono 14 członków gromadzkiej rady narodowej.
1 stycznia 1962 do gromady Dzwonowo włączono miejscowości Gogolewo, Dalewo i Kalice ze zniesionej gromady Gogolewo w tymże powiecie.
Gromadę zniesiono 1 stycznia 1969, a jej obszar włączono do gromad Chociwel (miejscowości Bobrowniki i Lisewo) i Marianowo (miejscowości Dalewo, Dzwonowo, Gogolewo, Trąbki, Trąbki Małe, Kalice, Kępy, Krzywiec i Parzygnat) w tymże powiecie.